# Beaunay
Beaunay és un municipi francès, situat al departament del Marne i a la regió del Gran Est. L'any 2007 tenia 101 habitants.

## Demografia

### Població
El 2007 la població de fet de Beaunay era de 101 persones. Hi havia 48 famílies, de les quals 16 eren unipersonals (4 homes vivint sols i 12 dones vivint soles), 16 parelles sense fills i 16 parelles amb fills.
La població ha evolucionat segons el següent gràfic:
Habitants censats

### Habitatges
El 2007 hi havia 50 habitatges, 45 eren l'habitatge principal de la família, 2 eren segones residències i 3 estaven desocupats. Tots els 50 habitatges eren cases. Dels 45 habitatges principals, 38 estaven ocupats pels seus propietaris i 7 estaven llogats i ocupats pels llogaters; 2 tenien tres cambres, 14 en tenien quatre i 28 en tenien cinc o més. 41 habitatges disposaven pel capbaix d'una plaça de pàrquing. A 18 habitatges hi havia un automòbil i a 20 n'hi havia dos o més.

### Piràmide de població
La piràmide de població per edats i sexe el 2009 era:
| Homes | Edats   | Dones |
| ----- | ------- | ----- |
| 0     | 95 o +  | 0     |
| 0     | 90 a 94 | 0     |
| 0     | 85 a 89 | 4     |
| 0     | 80 a 84 | 0     |
| 0     | 75 a 79 | 0     |
| 8     | 70 a 74 | 4     |
| 8     | 65 a 69 | 4     |
| 0     | 60 a 64 | 0     |
| 0     | 55 a 59 | 8     |
| 4     | 50 a 54 | 8     |
| 8     | 45 a 49 | 4     |
| 8     | 40 a 44 | 4     |
| 0     | 35 a 39 | 4     |
| 4     | 30 a 34 | 0     |
| 0     | 25 a 29 | 4     |
| 4     | 20 a 24 | 8     |
| 0     | 15 a 19 | 4     |
| 8     | 10 a 14 | 0     |
| 0     | 5 a 9   | 0     |
| 0     | 0 a 4   | 0     |

## Economia
El 2007 la població en edat de treballar era de 70 persones, 56 eren actives i 14 eren inactives. De les 56 persones actives 54 estaven ocupades (26 homes i 28 dones) i 2 estaven aturades (1 home i 1 dona). De les 14 persones inactives 8 estaven jubilades, 3 estaven estudiant i 3 estaven classificades com a «altres inactius».
Activitats econòmiques
Dels 3 establiments que hi havia el 2007, 1 era d'una empresa de construcció, 1 d'una empresa de comerç i reparació d'automòbils i 1 d'una empresa classificada com a «altres activitats de serveis».
L'únic servei als particulars que hi havia el 2009 era un electricista.
L'any 2000 a Beaunay hi havia 30 explotacions agrícoles que ocupaven un total de 350 hectàrees.

## Poblacions més properes
El següent diagrama mostra les poblacions més properes.